# Substratfresser

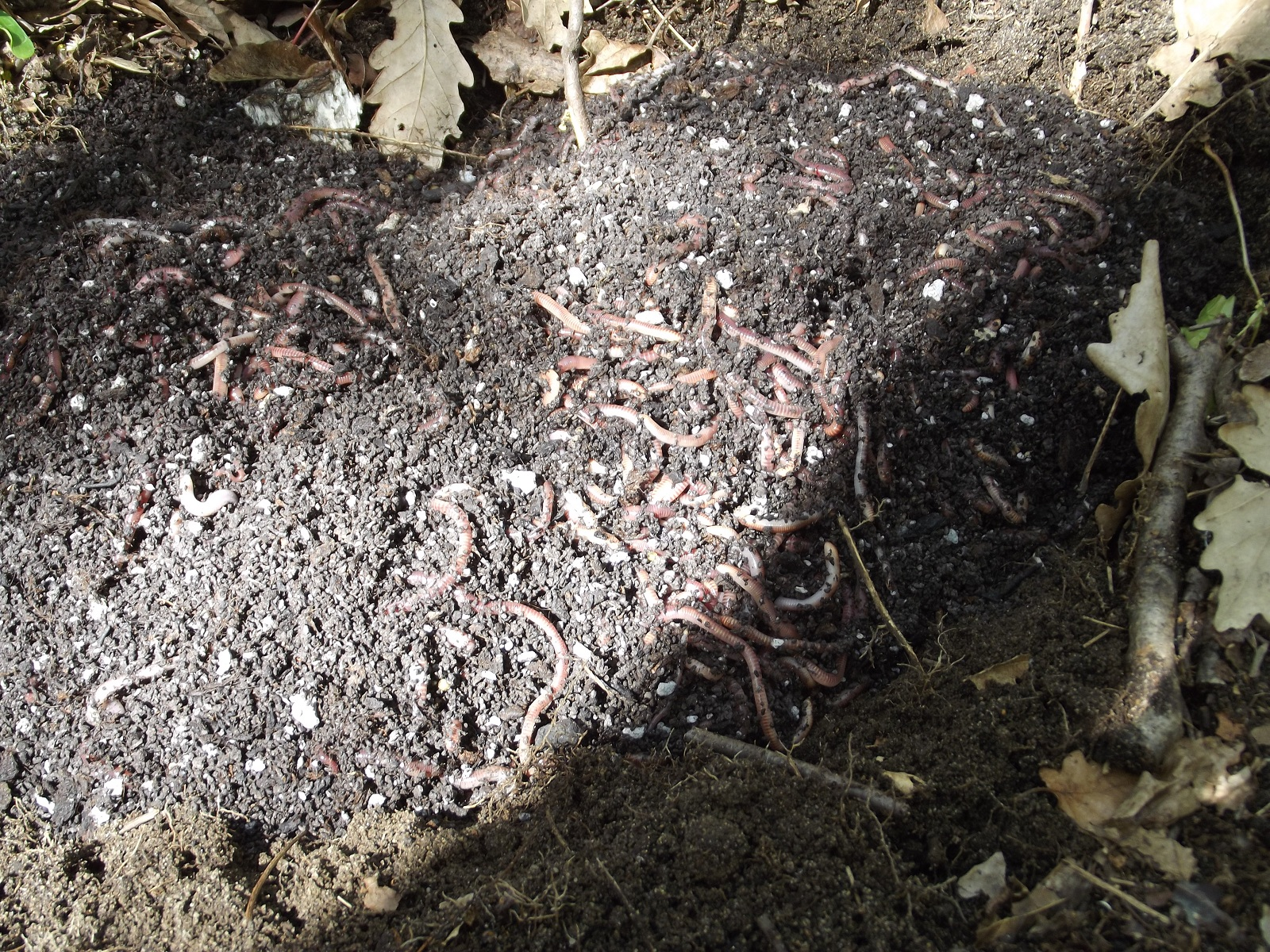
Regenwürmer in großer Zahl auf dem Waldboden

Der Begriff Substratfresser bezeichnet einen Ernährungs- bzw. Lebensformtypus von Tieren. Substratfresser leben im Benthal, Wattboden, Schlamm, Humus oder Weichboden und ernähren sich vom Detritus in diesem Substrat. Angehörige dieses Lebensformtypus fressen sich durch ihr Nahrungssubstrat und scheiden alles Unverdauliche wieder aus. Zu dieser Gruppe gehören viele Würmer, Herzigel, Seegurken und andere wirbellose Tiere. Allgemein bekannt gilt die substratfressende Lebensweise der Regenwürmer. Auch viele Engerlinge wie die Larven des Heiligen Pillendrehers leben als Substratfresser in ihrer Dungkugel.

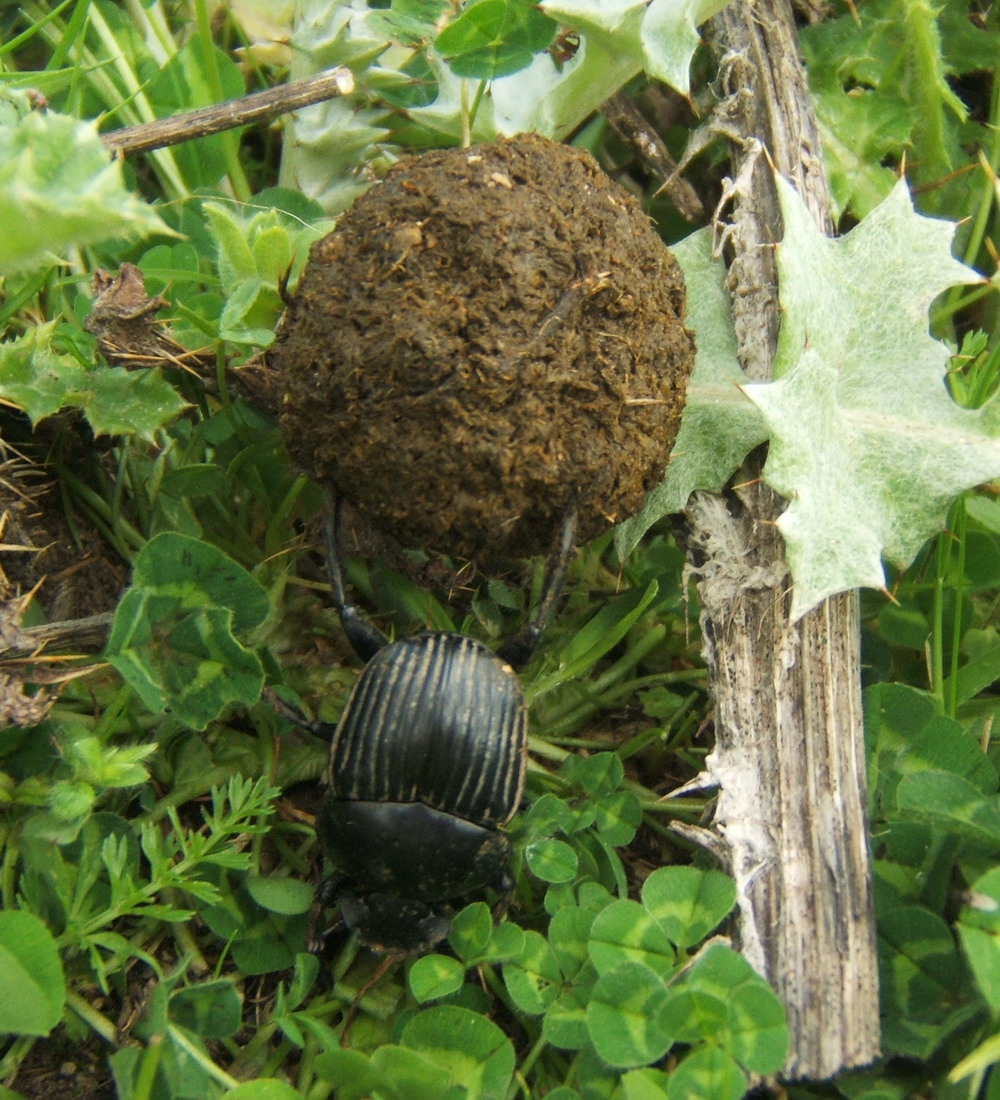
Ein brutfürsorgender Pillendreher Scarabaeus laticollis mit Dungkugel

Substratfresser zählen zu den Nahrungsspezialisten. Viele wie kleine Wenigborster gehören der Meiofauna an. Größere Bewohner des Benthal werden dem Makrozoobenthos zugeordnet.
Bedrohungen für Substratfresser stellen dar alle Veränderungen der Bodenbeschaffenheit wie Trockenzeiten, längerfristige Flutungen, Bodenversiegelungen, Errichten von Stauseen, Eindeichung von Wattflächen, Klimaveränderungen.